# 박형순 (1939년)
박형순(1939년 3월 15일 ~ )은 대한민국의 정치인이다. 제40·41대 서천군수를 역임했다.

## 학력
- 서천국민학교 (졸업)
- 서천중학교 (졸업)
- 장항농업고등학교 (졸업)
- 서울문리사범대학 (졸업)

## 역대 선거 결과
|  | 57.91% |

|  | 47.79% |

|  | 32.44% |